# Долгих, Борис Осипович
Бори́с О́сипович Долги́х (5 (18) апреля 1904, Рига, Российская империя — 31 декабря 1971, Москва, СССР) — советский этнограф и один из крупнейших сибиреведов XX века, специалист по истории и этнографии народов Сибири. Разработчик нового научного направления — исторической этнографии Сибири, создатель научной школы исследований этнической истории народов Сибири. Участник многочисленных этнографических экспедиций по изучению малых народов Севера. Автор и соавтор ряда капитальных трудов по истории и этнографии. Доктор исторических наук (1959), старший научный сотрудник Института этнографии АН СССР.

## Биография

### Ранние годы
Родился в семье учёного-агрария, ставшего через некоторое время профессором. Интерес к этнографии у Бориса Осиповича возник ещё в детстве под влиянием рассказов отца о народах Сибири и деда об индейцах Северной Америки.
Позднее семья переехала в Самару, где Долгих учился в гимназии.
В 1920 году в шестнадцать лет был принят в Самарский университет, закрытый через год. Для получения специальности поступил в местный техникум, где выучился на бухгалтера.
В 1925 году уехал в Москву, посещал вольнослушателем в МГУ имени М. В. Ломоносова и Румянцевскую библиотеку.
Осенью 1927 года за блестящий доклад в Институте антропологии МГУ без экзаменов принят на второй курс МГУ.
В 1929 году арестован за критику коллективизации с высылкой на 4 года в Туруханский край, где работал у местных заготовителей бухгалтером. По окончании срока высылки проживал на поселении в городе Иркутске, поступил на работу в Краеведческое общество и выпустил свою первую монографию о кетах.
Из Иркутска в составе землеустроительной экспедиции несколько лет работал в районах Крайнего Севера у берегов Ледовитого океана, на Таймыре и в Эвенкии.
В 1937—1944 годах работал в Красноярском краеведческом музее. Здесь в начале 1942 года он познакомился с этнографом-востоковедом С. П. Толстовым, который, будучи раненным, оказался в одном из госпиталей.
Б. О. Долгих — автор пяти монографий и более 70 научных статей, посвященных проблемам истории и этнографии Сибири. В архивах хранятся ещё неопубликованные материалы ученого.

### Научная деятельность
В 1926—1927 годах, получив рекомендацию от профессора В. В. Бунака участвовал качестве статиста-регистратора в Приполярной переписи, собрал обширные сведения о кетах, нганасанах, энцах, долганах, якутах, эвенках.

Удостоверения Б. О. Долгих в качестве научного сотрудника Краеведческого общества Иркутска и старшего научного сотрудника Института этнографии АН СССР (из экспозиции Красноярского краеведческого музея).

С 1938 по 1940 годы организовал этнографические экспедиции на Крайний Север. Принимал участие в исследовании находок в заливе Симса и островах Фаддея. Долгих систематизировал и описал монеты экспедиции, установил, что мореходы проникли на Таймыр после 1617 года и поддержал версию А. Окладникова о северном маршруте мореходов.
В 1944 году по приглашению С. П. Толстова поступил в аспирантуру Московского государственного университета.
В 1948 году защитил диссертацию на соискание учёной степени кандидата исторических наук по теме: «Родовой и племенной состав народностей Севера и Средней Сибири», тогда же стал научным сотрудником Института этнографии.
3 июня 1958 года защитил диссертацию на соискание учёной степени доктора исторических наук по теме «Родовой и племенной состав народов Сибири в XVII в.». В том же году возглавил в Институте сектор по изучению социалистического строительства у народов Севера.

Выписка из протокола ВАК об утверждении Б. О. Долгих в учёной степени доктора исторических наук (из экспозиции Красноярского краеведческого музея).

Преподавал на историческом факультете МГУ имени М. В. Ломоносова.

### Сибиреведческие исследования
Б. О. Долгих занимался изучением этногенеза народов Сибири, их общественного строя начиная с XVI века, а также исследовал материальную культуру, религию, фольклор и этнографию современности. Благодаря ходатайству Б. О. Долгих был принят ряд правительственных постановлений по улучшению условий жизни коренных малых народов Сибири.
Монография «Родовой и племенной состав народов Сибири в XVII в.» представляет собой капитальный труд, впервые в этнографическом сибиреведении обобщивший огромное количество архивных источников (ясачные книги и др.), кроме того, автор предложил новую методологию их исследования. В книге представлены и проанализированы материалы этнической демографии Сибири XVII века, а также указаны места расселения коренных народов Сибири вместе с их территориальным родовым размежеванием.

## Статьи и монографии
- Население Таймыра и прилегающего к нему района // Северная Азия. 1929. № 2.
- Кеты: История закабаления царизмом и послереволюционный культурный и хозяйственный рост. — Иркутск; М.: Гос. изд-во, 1934. — 134 с.;
- Легенды и сказки нганасанов / Текст и предисл. Б. О. Долгих. — Красноярск: Гос. изд-во, 1938. — 136 с.;
- О родовом составе и расселении энцев // СЭ. 1946. № 4;
- Родовой и племенной состав народностей Севера Средней Сибири // КСИЭ. М., 1949. Вып. 5. С. 70—85;
- Племена Средней Сибири в XVII в. // Там же. Вып. 7;
- Родо-племенной состав и расселение кетов // Доклады и сообщения исторического факультета Московского государственного университета. М., 1950. вып. 9;
- К вопросу о населении бассейна Оленёка и верховьев Анабара // Советская этнография. 1950. № 4. С. 169—173.
- О расселении народов Сибири в XVII веке // Советская этнография. 1952. № 3. С. 76-84;
- Происхождение нганасан // ТИЭ. М.-Л., 1952, Т. 18. С. 5-87.
- Старинные землянки кетов на реке Подкаменная Тунгуска // Советская этнография. 1952. № 2;
- Некоторые данные о заключении брака и свадебном обряде у кетов в прошлом // КСИЭ. 1952. Вып. 16;
- Некоторые данные к истории образования бурятского народа // Советская этнография. 1953. № 1;
- Старинные обычаи энцев, связанные с рождением ребенка и выбором ему имени // КСИЭ. 1954. Вып. 20;
- Тамги нганасанов и энцев // КСИЭ. 1957. Вып. 27;
- Родовой и племенной состав народов Сибири в XVII в. — М.: Изд-во АН СССР, 1960. — 622 с.;
- О похоронном обряде кетов // Советская археология. 1961. № 3.
- Родовая экзогамия у нганасан и энцев // Сибирский этнографический сборник. М., 1962. Т. 4;
- Мифологические сказки и исторические предания энцев. М., 1961;
- Происхождение долган // Советский энциклопедический словарь. М., 1963, С. 92-142;
- (в соавторстве с Вайнштейном С. И.) К этнической истории хакасов // Советская этнография. 1963. № 2. С. 93—97;
- Проблемы этнографии и антропологии Арктики // Советская этнография. 1964. № 4;
- Очерки по этнической истории ненцев и энцев. — М.: Наука, 1970. 270 с.;
- Общественный строй у народов Северной Сибири XVII — начала XX в. М., 1970 (ответ. ред. и автор трех глав);
- Мифологические сказки и исторические предания нганасанов / Сост. Б. О. Долгих. — М.: Наука, 1976. — 341 с.
- Население районов крайнего Севера Красноярского края (1954). Архивная публикация подготовлена С. И. Вайнштейном. // Институт этнологии и антропологии РАН. Полевые исследования. Нов. сер. 1993. Т. 1. Вып. 2. С. 125 и сл.